# Bűn
A bűn filozófiai-erkölcsi fogalom, amely valamely erkölcsi előírás megszegését („a bűn elkövetése”) vagy az erkölcsi előírás megszegésével felálló állapotot („a bűnben élés”) jelöli, gyakran vallásos szövegkörnyezetben használt. Más szóval, a bűn olyan cselekedet, tevékenység, kijelentés, gondolat vagy éppen mulasztás, amit az adott erkölcsi norma tiltottnak, hibásnak, rossznak, vagy elmarasztalandónak tart.
Az erkölcsi normát gyakran isteni eredetűnek tartják, ellenben a nem vallásosak azokat az emberek belső tulajdonságaiból és társadalmi elvárásokból származtatják, azaz bűnről a különböző világnézetű, vagy vallású emberek másképp gondolkodnak. Ennek megfelelően változik, hogy adott körülmények között mit tekintenek kötelezőnek, vagy elfogadott viszonyítási alapnak, és mit tekintenek az erkölcsi normák megszegésének, bűnnek.
A bűn rendszerint valamilyen tiltott vagy elítélt cselekedet végrehajtására vonatkozik, azonban egyes vallások (mint például a kereszténység) esetében a bűn nem feltétlenül cselekedet, hanem gondolat vagy kijelentés eredménye is lehet. Az adott vallás által erkölcstelennek, szégyenteljesnek, károsnak ítélt gondolat, szó is bűnösnek számít. A különböző vallási rendszerekben a bűn fogalma köré hasonló elképzelések épültek ki:
- A bűn következménye a bűnhődés, amely másoktól vagy Istentől ered, az evilági vagy túlvilági élet során, vagy például újjászületés során kell elszenvedni.
- A bűnösség kérdésének megítélésekor a cselekvő akaratát figyelembe kell venni.
- Az egyes emberek lelkiismerete bűntudatot okoz a bűn tudatos elkövetésének következményeként.
- Az egyes bűnök különböző megítélés alá esnek, léteznek kevésbé súlyos bűnök.
- Őszinte bűnbánat (a bűn megbánása, elhatározás a további bűnök elkerülésére)
- A bűnök megbocsátásának lehetősége leggyakrabban a vallás istenéhez-isteneihez vagy közbenjáró személyekhez való fohászkodással; a kereszténységben az eredendő bűntől a megváltás szabadít meg, így a katolikusoknál, illetve ortodoxoknál a mindennapi élet során elkövetett bűnöktől pedig a bűnbocsánat szentsége.

A bűn nem azonos a bűncselekménnyel, a bűnelkövetés pedig a bűnözéssel, mert ezek jogi – jogszabályi kategóriák, elsősorban a jogi előírások megsértésére utalnak. Az igazságszolgáltatás csak a bűncselekményeket bünteti, bár a bűncselekmények eredhetnek egy adott társadalom meghatározó vallási rendszerének erkölcsi előírásaiból.
A bűn fogalmát, a bűnről szóló szentírási tanítást, a dogmatörténeti fejlődést és a bűn teológiáját a megváltás fényében a teológia egyik ága, az ún. hamartiológia tárgyalja.

## A politeista és természetvallásokban
A természeti vallásokban a bűn a mágikus erők, tabuk, vagy a közösségi berendezkedés elleni vétség, és a kiengesztelés általában természetes megtorlás által történt. A kozmikus vallásokban a bűn a világfölötti lények megsértése, és engesztelésükhöz különleges szertartások kellettek. A politeista vallásokban e magasabb rendű lények már istenek, de megsértésüket még ritkán kíséri igazi etikai bűntudat. Ennek fő oka, hogy az ember személyi szabadsága még nem tisztázott kérdés, illetve teljesen elvész a determinizmusban. A görög tragédiák sem elemzik a bűnt erkölcsi vagy teológiai szempontból, hanem csak mint a korlátozott emberi lét elkerülhetetlen jelenségét.

## A kereszténységben

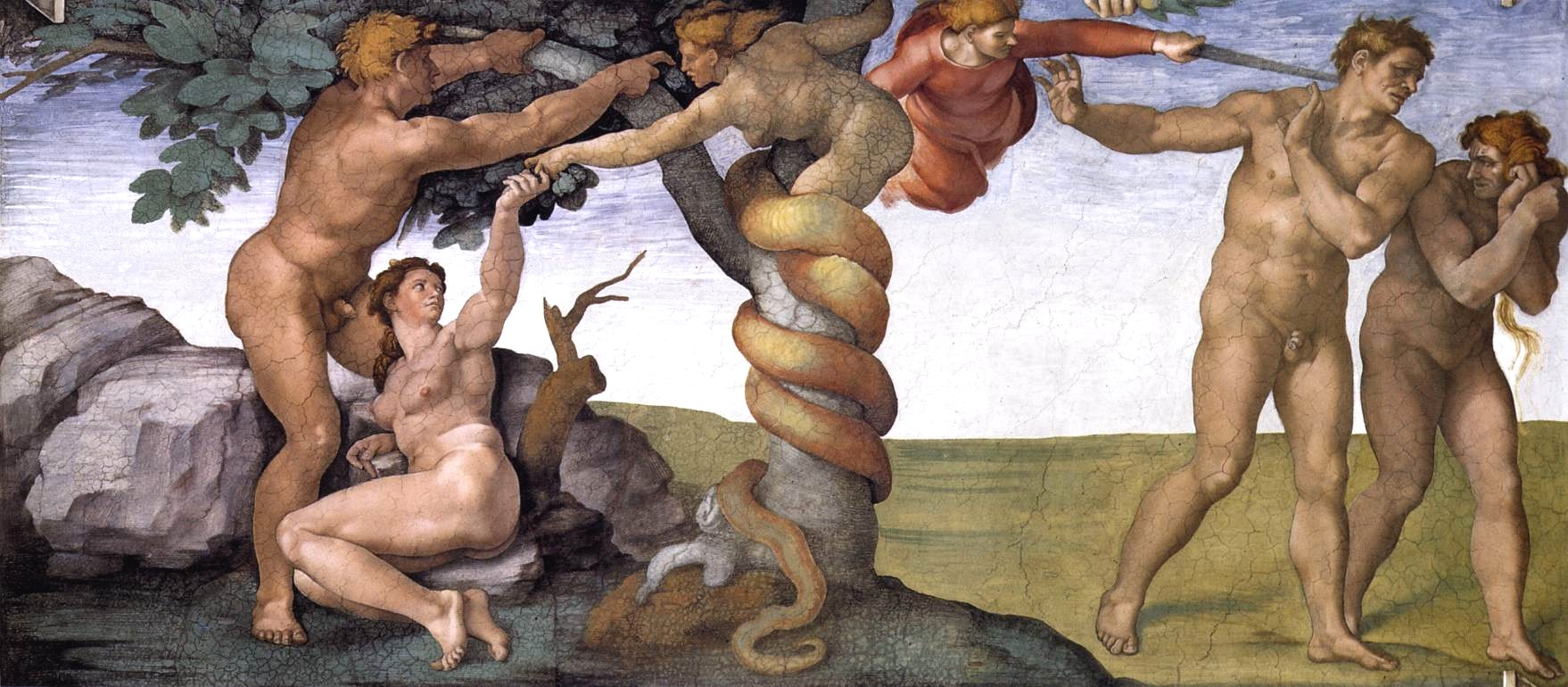
A Sixtus-kápolna mennyezeti freskója, amely Ádám és Éva kiűzetését ábrázolja.

### Bibliai kifejezések a bűnre
Az Ószövetség, a bibliai héber nyelv több mint 20 kifejezést használ a bűnre, ezáltal jobban kifejezi a bűnök közötti árnyalatokat, mint a nyugati nyelvek. A leggyakrabban használt héber szavak a bűnre: chet (khate), pesa, avón, ásám, ámál, ávál, ávár, rá, rásá, máál, bágád és a ságág.
A Septuagintában található görög kifejezések nagy részét használja az Újszövetség is, tehát az Újszövetség bűnről szóló kijelentései alapvetően az Ószövetségre támaszkodnak. A görög hamartia (ἁμαρτία) szót általában bűnnek fordítják az Újszövetségben. A klasszikus görögben a jelentése "célt téveszt" vagy "eltéved", azonban az Újszövetség korában beszélt koiné-görögben ez a fordítása már nem megfelelő.

### Általános keresztény nézetek
A Tízparancsolat megszegése az összes keresztény egyházban súlyos bűn, amely kizárhatja az embert az örök életből. Jézus maga is sormértékként idézi a tízparancsot a gazdag ifjú esetében (Mt 19,16-30; Mk 10,17-31 Lk 18,18-23). Jézus Márk evangéliumában fölsorol még pár bűnt (a Tízparancsolattal erős átfedésben):
- Mert belülről, az ember szívéből jönnek elő a gonosz gondolatok, paráznaság, lopás, gyilkosság, házasságtörés, kapzsiság, gonoszság, csalás, kicsapongás, irigység, rágalmazás, gőg, esztelenség. (Mk 7:21)

Pál apostol is kifejezetten említ olyan bűnöket, melyek kizárják az illetőt az Isten országából:
- "A test cselekedetei azonban nyilvánvalók, mégpedig ezek: házasságtörés, paráznaság, tisztátalanság, bujálkodás, bálványimádás, varázslás, ellenségeskedés, viszálykodás, féltékenység, harag, önzés, széthúzás, pártoskodás, irigység, gyilkosság, részegeskedés, tobzódás és ezekhez hasonlók. Ezekről előre megmondom nektek, amint már korábban is mondtam, akik ilyeneket cselekszenek, nem öröklik Isten országát." (Gal 5,19-23)
- "Sem tisztátalan, sem bálványimádó, sem házasságtörő, sem kéjenc, sem kicsapongó, sem tolvaj, sem kapzsi, sem részeges, sem átkozódó, sem rabló nem örökli Isten országát." (1 Kor 6,9-10)

A nyugati kereszténységben a bűnt gyakran a törvény áthágásának, vagy egyfajta szerződésszegésnek tekintik, s így a bűntelenséget, a bűntől való mentességet, azaz az üdvözülést is inkább jogi szempontokból értelmezik: „Aki bűnt cselekszik törvényszegést követ el, mert a bűn törvényszegés”. A keleti kereszténységben viszont a bűnt sokkal inkább az emberek egymás közötti és ember-Isten közötti kapcsolatokra való hatásaiban értelmezik. A Róm 6,23-ban ez áll: „a bűn zsoldja a halál, az Isten kegyelmi ajándéka pedig az örök élet Krisztus Jézusban, a mi Urunkban”. Mind a nyugati, mind a keleti kereszténység egyaránt azt vallja a Biblia alapján, hogy a bűn akadályozza az Istennel való teljes kapcsolatot, de Isten kegyelme alapján mindig készen áll a bűn megbocsátására. Ahogy János evangéliumában áll: „úgy szerette Isten a világot, hogy egyszülött Fiát adta oda, hogy aki hisz benne, az el ne vesszen, hanem örökké éljen.” (3,16)
A Lélek az oszthatatlan egy Isten harmadik személye (hypostasis), megadja a kegyelmet a rá figyelő embernek, hogy a végső célt, és az isteni akarat teljesítését megkövetelő Törvény beteljesítését megvalósíthassák.

### Katolicizmus
A katolikus nézet szerint – Szent Ágoston meghatározását követve – a bűn „az örök Törvénnyel ellenkező szó, cselekedet vagy vágy”, amely fellázad Isten ellen, megsebzi az ember természetét, és sérti az emberi szolidaritást. Mai tanítás szerint a bűn engedetlenség, szeretetlenség Isten ellen. A Megváltó példát mutatott, mert engedelmes és szeretetteljes volt földi életében is. Jézus nem a maga akarata szerint, – hanem az Atya akarata szerint – adta életét (a keresztfán) az emberekért, a bűneinkért. Ezért Jézusban meg vannak erősítve a hívők, hogy ellenálljanak a bűnnek.
A katolikus tanítás szerint a bűnöknek sok fajtája van. A bűnöket így meg lehet különböztetni tárgyuk szerint, az erények alapján, a parancsok szerint, az irányultságuk szerint, az elkövetés módja szerint, valamint, hogy testi vagy lelki bűn-e.

A leglényegesebb osztályozás, hogy különbséget tesz a személyes és az eredendő bűn között, és emellett a személyes bűn súlyossága szerint is lehet halálos vagy bocsánatos.

#### Az áteredő bűn és a személyes bűn
A katolicizmus szerint az áteredő bűn minden ember sajátja, viszont nem személyes bűne. Ez annyit jelent, hogy bár Ádám és Éva, amikor engedett a kísértőnek, akkor személyes bűnt követtek el, de ennek a bűnnek csak a következménye, a bukott állapot, azaz az eredeti szentségtől és igazságtól való megfosztottság állapota származik át az utódokra. Ezért az áteredő bűnt csak analóg értelemben nevezik bűnnek: magunkra vont és nem elkövetett bűn; állapot és nem cselekedet.

A személyes bűn lényege, hogy minden közvetlenül akart cselekedet a végrehajtójának számítható be. A szabad akaratból eredően az ember felelős tetteiért, így az elkövetett bűnökért is.

#### Halálos és bocsánatos bűnök
A halálos bűn olyan súlyos dologban elkövetett bűn, amit az ember teljes tudatossággal és megfontolt beleegyezéssel követ el, azaz tudatában volt a cselekedet bűnös jellegének, és azt szándékosan követte el. A halálos bűn elkövetése lerombolja az emberben az Isten iránti szeretetet és megfosztja őt Isten megszentelő kegyelmétől. Ha ez a bűn megbánás nélkül marad, akkor kizár Isten országából és a pokol örök halálát okozza. Rendes körülmények között a bűnbocsánatot a keresztség, vagy a bűnbánat szentsége adhatja meg.
A Tízparancsolat minden egyes parancsolatának (tudatossággal és szándékosan történő) megszegése halálos bűn; a Tízparancsolat tekinthető a halálos bűnök listájának is, lévén ezek erkölcsileg súlyos dolgok. A hithagyás (aposztázia), ateizmus, bálványimádás (a babona különféle fajtái is idetartozhatnak) is halálos bűnök, mivel megszegik az első parancsolatot (Uradat, Istenedet imádd, és csak neki szolgálj!). A Jézus és Pál apostol felsorolta bűnök itt is érvényesek.
A bűn akkor bocsánatos, amikor nem teljesül a halálos bűn feltételeinek valamelyike, azaz vagy jelentéktelen dologban követ el az ember bűnt, vagy nincs meg a bűn elkövetéséhez a teljes ismeret (nem szándékos tudatlanság), vagy a teljes beleegyezés. A bocsánatos bűn nem szakítja el az embert Isten kegyelmétől, így az örök boldogságtól sem, de gyengíti az Isten iránti vagy a teremtett javak iránti szeretetet, akadályozza a lélek fejlődését, és így ideiglenes büntetést érdemel.  A megbánás nélkül maradt bocsánatos bűnök előkészíthetik a halálos bűn elkövetését, ezért a Katolikus Egyház nyomatékosan ajánlja ezeknek a bűnöknek a meggyónását is.

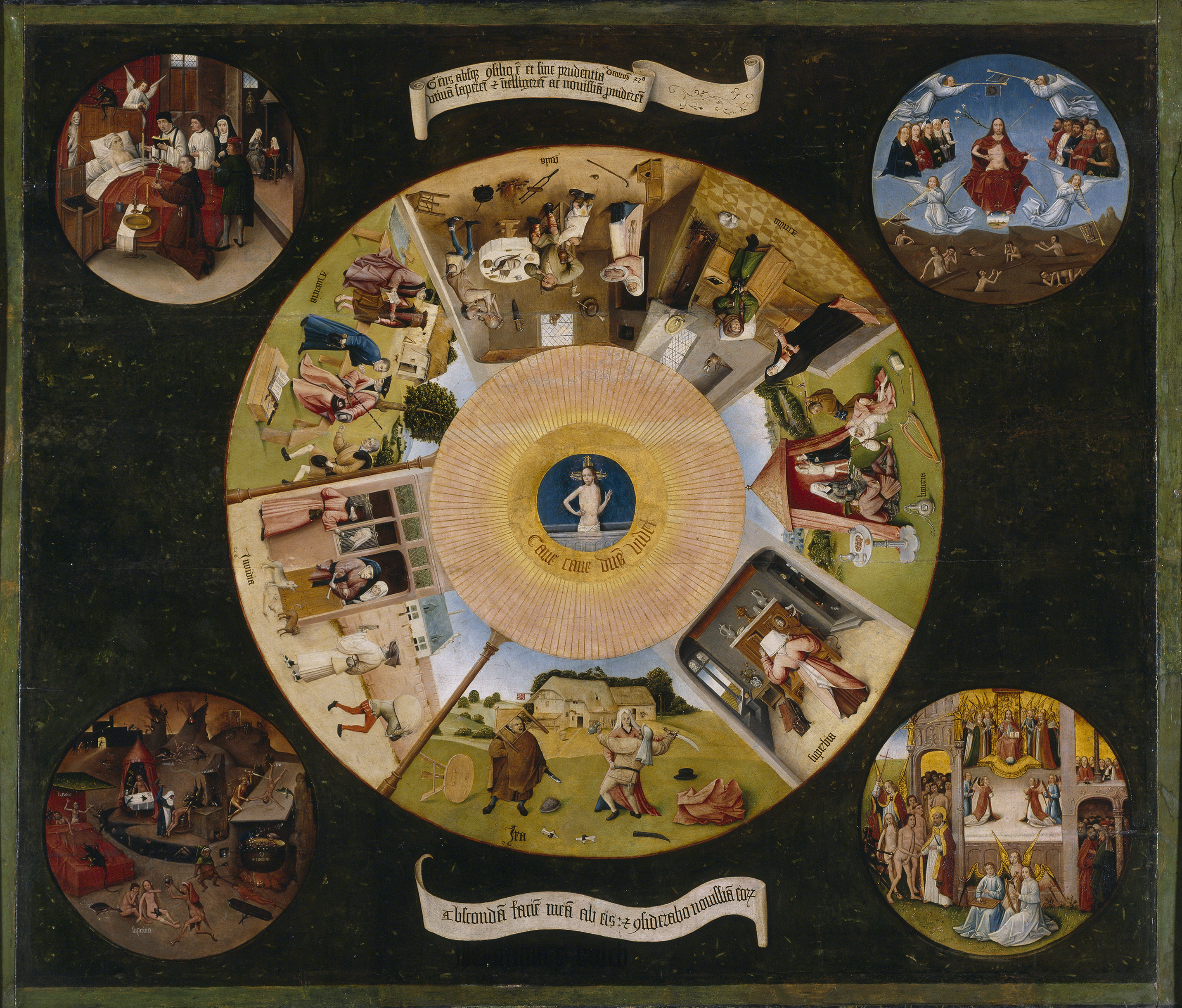
Hieronymus Bosch: A hét főbűn és a négy végső dolog

#### A hét főbűn
A halálos bűnöket néha összekeverik a hét főbűnnel (kevélység, fösvénység, bujaság, irigység, torkosság, harag, jóra való restség), azonban a kettő nem ugyanaz. A főbűnök, amelyeket Szent Johannes Cassianus és Nagy Szent Gergely nyomán különböztetnek meg, olyan bűnök, amelyek a bűnök szaporodását segítik elő, mert belőlük más bűnök, és más víciumok (rossz tulajdonságok, szokások) származnak. A főbűnök önmagukban bocsánatos kisebb bűnök.

#### Az égbekiáltó bűnök
A katolikus hittanításban a Szentírás alapján emlékeztetnek arra is, hogy vannak úgynevezett „égbekiáltó bűnök” is. Ezek a szándékos emberölés (Ter 4,10), a homoszexualitás (Ter 18,20; 19,13), a népelnyomás (Kiv 3,7-10), az özvegyek és árvák sanyargatása (Kiv 22,20-22), illetve a munkások bérének megrövidítése vagy visszatartása (MTörv 24,14-15; Jak 5,4).

#### Társadalmi bűnök
A Katolikus Egyház újabban felhívta a figyelmet arra is, hogy a bűnnek nem csak egyéni dimenziói vannak, hanem vannak olyan bűnös struktúrák is a társadalomban, amelyek bűnre vezetik a benne résztvevőket. Ezek az úgynevezett társadalmi bűnök, amelyek súlyossága koronként változhat. Gianfranco Girotti püspök, az Apostoli Penitenciária régense, azaz helyettes vezetője 2008 márciusában a következőket nyilatkozta ezzel kapcsolatban:
„Számos terület van, amelyeken az egyéni és a társadalmi jogokkal szembeni bűnös magatartásokkal találkozhatunk. Mindenekelőtt a bioetika területén, ahol nem hallgathatjuk el az emberi természet alapvető jogainak bizonyos megsértését genetikai kísérletek és manipulációk révén, amelyek kimenetelét nehéz előre látni és ellenőrzés alatt tartani. Egy másik kifejezetten társadalmi vetületű terület a kábítószeré, ami gyengíti a pszichét és elsötétíti az értelmet, s így számos fiatal kimarad az egyházi körből. Vagy például a társadalmi és gazdasági egyenlőtlenségek: a szegények mind szegényebbekké válnak, a gazdagok mind gazdagabbakká, ami tarthatatlan társadalmi igazságtalanságot szül. Az ökológia területe is manapság erősödő érdeklődésre tart számot."

#### A bűnök következményei
A katolikus tanítás szerint bűnöknek kettős következménye van. Egyrészről a halálos bűn megfosztja az embert az Istennel való közösségtől, s ezért alkalmatlanná lesz az örök életre. Ez az „örök büntetés”. Ezt a büntetést a kiengesztelődésben Isten irgalmassága szünteti meg. Emellett minden bűn, még a legkisebb is együtt jár a teremtett világhoz való rendetlen ragaszkodással, ami a lélek tisztulását teszi szükségessé vagy a földön, vagy a halál után a purgatóriumban. Ez az „ideiglenes büntetés”. A bűn ideiglenes büntetését, amely Isten igazságosságának érvényesülése, a szenvedések és megpróbáltatások türelmes elviselése, az irgalmasság és a szeretet cselekedetei, a különféle vezeklési gyakorlatok, a búcsúk vagy a purgatórium törlik el.  Azonban „egy lángoló szeretetből fakadó megtérés”, azaz az úgynevezett tökéletes vagy szeretet-bánat, „létrehozhatja a bűnös teljes megtisztulását, úgyhogy semmi büntetés nem marad fönn”, ha mindez együtt jár az Egyházzal való kiengesztelődés, azaz a szentségi gyónás szilárd elhatározásával is.
A katolikus tanítás ugyanis a bűnben további kettősséget lát: A bűn egyrészt minden olyan rossz vagy erkölcstelen cselekedet, amely megszegi Isten törvényét, de egyben az az elkerülhetetlen következmény, a teremtmény azon állapota is, amelybe a bűnös tett elkövetésekor került. Mivel az embert a bűn mind Istentől, mind a közösségtől elidegeníti, ezért a Katolikus Egyház hangsúlyozza a kiengesztelődés kötelezettségét mind Istennel, mind az Egyházzal is. Ez utóbbit csak Jézus saját bűnbocsátó hatalmának részesévé tett apostolkollégium, azaz a püspökök, illetve a püspökök által megbízott papság által lehet létrehozni a bűnbocsánat szentségében.

### A protestantizmusban
A protestáns felekezetek azt tanítják, hogy az eredendő bűn által az emberiség elvesztett minden lehetőséget arra, hogy saját erejéből és elhatározásából kibéküljön Istennel, az emberek veleszületett gonoszságuk miatt elfordulnak Istentől és csak saját vágyaikkal törődnek. Ezért az embereket csakis Isten kegyelme mentheti meg ebből az állapotból, Jézus áldozata által. A megváltás csakis sola fide (hit által) és sola gratia (kegyelem által) következhet be, egyedül Isten kezdheti és fejezheti be. Az eredendő bűnnek ezt az értelmezését a leginkább a kálvinizmus vette át, a kálvinisták szerint Jézus vére. A metodisták szerint a bűnben született és romlott emberiség csak Isten kegyelmén keresztül tudnak jót cselekedni.
Az eredendő bűnnel kapcsolatban az Ezékiel próféta könyvében leírt Tírus fejedelmét a Sátánnal azonosították, akitől a bűn származik, miután megkívánta Isten helyzetét. A személyes bűn eredetét Szent Jakab levele után az egyén cselekedeteire vezetik vissza (Jakab 1:14-15 – "14Hanem mindenki kísértetik, a mikor vonja és édesgeti a tulajdon kívánsága. 15Azután a kívánság megfoganván, bűnt szül; a bűn pedig teljességre jutván halált nemz.")

#### A bűn fajtái
A római katolicizmushoz hasonlóan a protestáns felekezetek is a bűn különböző fajtáit és fokozatait különböztetik meg:
- eredendő bűn – A legtöbb keresztény irányzat Ádám és Éva paradicsomi engedetlenségét az eredendő bűnnel és az ember bukásával azonosítja. Ez volt az első emberpár által elkövetett első, eredendő bűnt, amelyet (és annak következményeit) leszármazottaiknak is továbbadtak.
- buja vágy, érzékiség
- bocsánatos bűn
- halálos bűn
- örök bűn vagy megbocsáthatatlan bűn. A bűn elkövető hitehagyottá válik és számára örökké elérhetetlen lesz a megváltás és az isteni kegyelem. A bűn pontos természetét azonban még nem tisztázták.

### A keleti kereszténység nézetei a bűnnel kapcsolatban
Az Ortodox kereszténység és az ókeleti egyházak a bűn kifejezést használják az ősbűn következményeként az emberiség helyzetének kifejezésére, illetve az egyén által elkövetett bűnökre. Ebben a vonatkozásban némileg hasonlít a zsidó valláshoz, bár az ortodox egyházak nem tesznek különbséget a bűnök fokozatai között.
A keleti katolikus egyházak, amelyek a bűnről vallott nézeteiket jórészt az ortodox és az ókeleti egyházaktól vették át, nem tesznek különbséget halálos és bocsánatos bűnök között. Ennek ellenére megkülönböztetik a súlyos bűnöket, amelyek elkövetése után a bűnös nem részesülhet a szentáldozás kegyelmében és meg kell gyónnia bűneit, illetve a kevésbé súlyos bűnöket (amelyek nem akadályozzák meg a szentáldozást). Ebben a keleti és a római katolikus egyház nézete hasonlít egymásra, bár a keleti katolikus egyházban úgy tartják, hogy aki a súlyos bűn elkövetése után, de a feloldozás előtt hal meg, nem kerül automatikusan a pokolra.

### A bűnök modern értelmezése
A napjainkban megjelenő katolikus vagy más vallási irányzatokban a „bűn” és a „feloldozás” kérdése nem áll a vallási tanítás középpontjában. Ebben a közegben a bűnnek többféle értelmezése lehetséges, és ide tartozhatnak a személyek ellen elkövetett bűnök (barátok, család vagy szomszédok megsértése, megbántása), környezeti bűnök (környezetszennyezés, túlfogyasztás), viselkedésbeli bűnök (homofóbia, heteroszexizmus, rasszizmus) vagy éppen a saját személyünk ellen elkövetett bűnök (testünk károsítása). A hagyományos bűn újraértelmezése maga után vonta a megváltás és a bűn alóli feloldozás új formáit is.

## A bűnhődés és megváltás keresztény értelmezése
A keresztény vallás szerint a bűnhődést és a bűnbocsánatot Jézus Krisztus a keresztre feszítése és feltámadása révén elérte az emberiségnek, és ezzel feloldozta a hívőket az eredeti bűn alól. A megváltás tanítása a kereszténység egyik kulcstanítása, ezért az idők során számos vita és eltérő értelmezés született.
A keresztény teológusok a megváltás különféle értelmezését fejtették ki az idők során:
- Órigenész tanítása szerint Krisztus áldozata váltságdíj volt, amelyet a Sátánnak kellett megfizetni, hogy a bűnös emberiség lelkét megmentse. Ezt a váltságdíj-nézetet Nazianzoszi Szent Gergely támadta, aki szerint a váltságdíj megfizetése a Sátánt Istennel tette volna egyenrangúvá.
- Lyoni Szent Ireneus tanítása szerint Krisztus élete során végigjárta a bűnös ember útját, de tökéletes alázata révén legyőzte a bűnt és Ádám és Éva engedetlensége is megváltást nyer.
- Nagy Szent Atanáz tanítása szerint Krisztus áldozata révén legyőzte a halált és a pusztulást, hogy az emberiséget Isten képére formálja.
- Hippói Szent Ágoston szerint a bűn önmagában nem létezik, hanem a "privatio boni", vagyis "a jó elvétele" révén keletkezik.
- Canterburyi Szent Anzelm tanítása szerint Krisztus halála igazságot szolgáltatott Istennek az emberiség által elkövetett bűnökért. Ezzel együtt Isten megjutalmazta Krisztus alázatosságáért, amely az erények és a kegyelem kincsesházát hozta létre, amelyből minden hívő részesül. Anzelm tanításait a Cur Deus Homo (Miért lett Isten emberré?) című művében foglalta össze. Anzelm tanítását később, Arisztotelész filozófiájának felhasználásával Szent Tamás fejlesztette tovább és fejtette ki Summa Theologica című művében, amely később a római katolikus egyház doktrínájának része lett.
- Pierre Abélard szerint Krisztus keresztre feszítése és kínhalála által Isten is szenvedett, hogy kimutassa szeretetét az emberiség iránt. A megváltásnak ez az értelmezése elsősorban a liberális keresztény egyházakban terjedt el.
- Luther Márton és Kálvin János, a protestáns reformáció szellemi atyjai, jórészt átvették Anzelm tanításait, és azt hirdették, hogy Krisztus mentes volt a bűnöktől és hogy az emberiség által elkövetett bűnökért vezekelve halt kereszthalált. Kálvin emellett azt is tanította, hogy a megváltás nem a teljes emberiségre, hanem csak a kiválasztottakra vonatkozik, az eleve elrendelésnek megfelelően.
- Jacobus Arminius és Hugo Grotius református teológusok követői az „erkölcsi kormányzás” tanát hirdették. Eszerint Krisztus szenvedései és kereszthalála által Isten meg tudta bocsátani az emberiség bűneit, továbbra is fenntartva az isteni igazságszolgáltatás rendszerét. Canterburyi Anzelm és Kálvin nézeteitől eltérően azt vallották, hogy Krisztus nem az emberiségért bűnhődött, bár szenvedései mintegy helyettesítették az emberiség által megszolgált büntetést. Ezt a felfogást elsősorban a metodista egyház vette át, illetve a John Wesley tanításait követő protestáns egyházak.
- Karl Barth tanítása szerint Krisztus halálán keresztül fejezi ki Isten szeretetét az emberiség iránt és gyűlöletét a bűnök iránt.
- Barbara Reid Domonkos-rendi teológus érvelése szerint a megváltás tana káros a nők és más elnyomott csoportok számára. Más liberális és progresszív keresztény mozgalmakhoz hasonlóan azt tartotta, hogy a megváltás – és a hozzá kapcsolódó szenvedés, bűn és halál – tanait el kell vetni és a modern kereszténységnek a felszabadításra, a feltámadásra és az életre kell koncentrálni.

A bűn és megváltás körüli elméletekben az alábbi fogalmakat fejtik ki a teológusok:
- Győzelem: Jézus legyőzte a halált és életet adott azoknak, akik benne hisznek.
- Részvétel: Isten fia a kereszthalál révén eggyé vált az emberiséggel és részesül az emberek bűneiben és nehézségeiben. Az emberiség ugyanakkor részesül Isten kegyelmében és szeretetében.
- Váltságdíj: Jézus megváltotta az emberiséget a Sátántól, az adósságot a bűn hozta létre.
- Bűnhődés: Jézus kereszthalálával magára vállalta az emberiség bűneit és az önként vállalat bűnhődés révén megfizette az emberiség szabadulásának árát, a hívők ezáltal szabadulhatnak meg a bűntől.
- Government: the idea that God forgives the penalty due humans for their sins, provisioned on their acceptance of that forgiveness, but that Christ suffered on the Cross in order to demonstrate the seriousness of sin;
- Example: the idea that Jesus' death was meant as a lesson in ideal submission to the will of God, and to show the path to eternal life;
- Kinyilatkozás: Jézus halála feltárta Isten igazi természetét és hozzásegítette az embereket ahhoz, hogy közelebb kerüljenek Istenhez.
- Felszabadítás: Jézus élete és halála révén hozzájárul az eredendő és a személyes bűnök alóli felszabadításhoz.

## A buddhizmusban
A buddhizmus nem ismeri a bűnt, mint vallási fogalmat, helyette a buddhisták az ok-okozat viszonyát, vagyis a karmát használják. Általánosságban véve a buddhizmusban az egyén szándékai a karma forrása, legyen az jó, rossz vagy semleges.
A „vipáka”, a személyes karma eredménye, okozza az ember életének nehézségeit, a szegénységet, a rombolást és a harmónia hiányát, illetve a cselekedeteknek megfelelően könnyű, egészséges, harmonikus életet is eredményezhet. A jó cselekedetek következménye a jó vagy jobb élet, a rossz cselekedetek következménye a rossz élet. A karma és a vipáka az egyén cselekedeteinek következménye.
A buddhizmus etikai rendszerének alapja a Gautama Sziddhárta követői által elfogadott öt fogadalom, amely a Nemes nyolcrétű ösvény értelmezéséből következik. Ezek az ember saját magának megígért fogadalmai.
Panycsa-síla (Pañca-sīla, az öt fogadalom):
1. megígérem, hogy tartózkodok az öléstől
2. megígérem, hogy tartózkodok a lopástól
3. megígérem, hogy tartózkodok a helytelen szexuális viselkedéstől
4. megígérem, hogy tartózkodok a valótlan állításától
5. megígérem, hogy tartózkodok a részegítő italok fogyasztásától

Aki még tökéletesebb akar lenni, további fogadalmakat is tehet: ételt csak megfelelő időben fogyaszt; nem táncol és nem énekel szemérmetlen énekeket; nem visel ékszereket és nem fogad el pénzt; nem ül magas és kényelmes székeken; nem alszik nagy és kényelmes ágyakban.
A nemes nyolcrétű ösvény követésével a buddhisták megszabadulnak a szenvedéstől, az aszkézis és a világi élet közötti ösvényen haladva eljuthatnak a nirvána állapotába.

## A zsidó vallásban

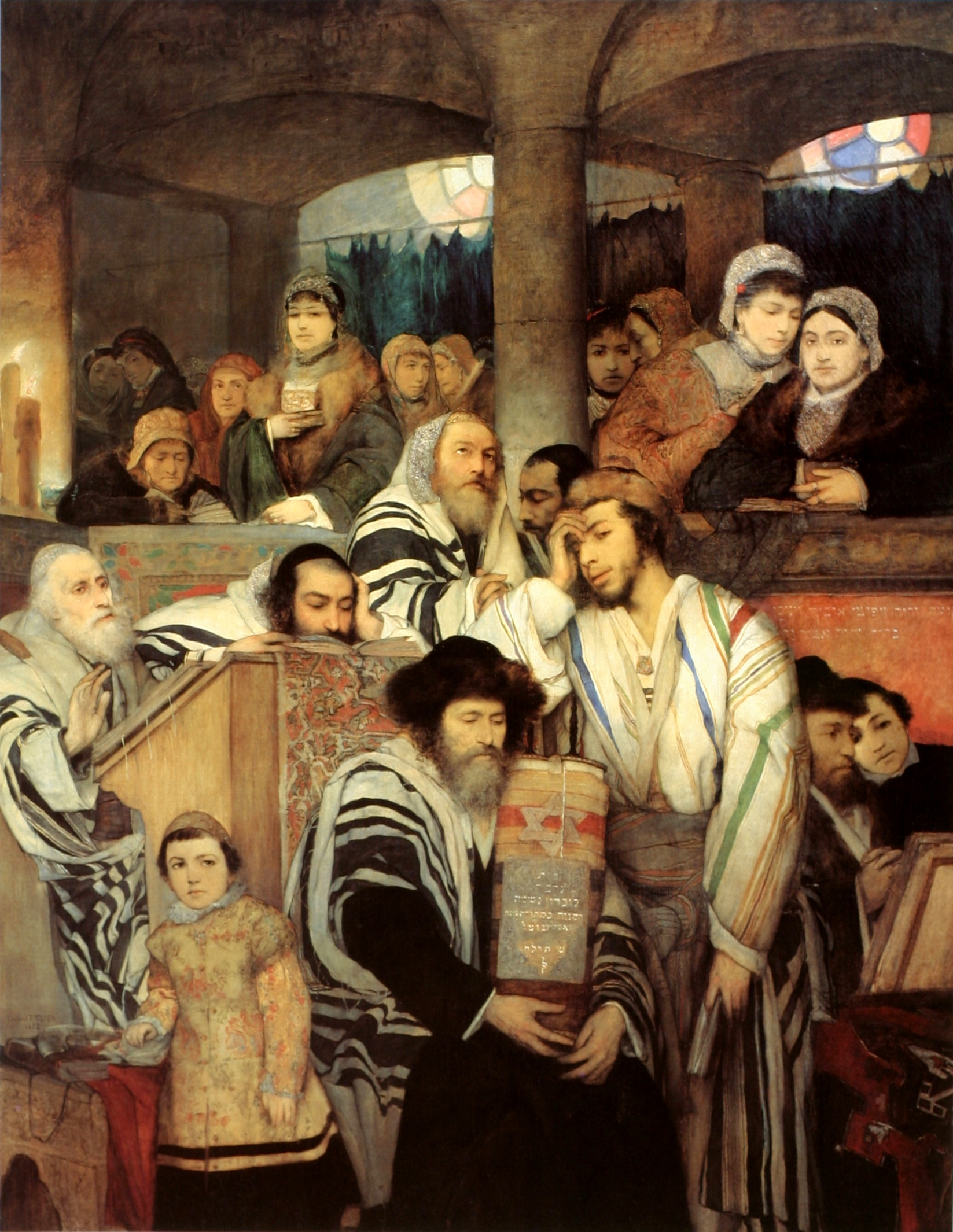
Zsidók imádkoznak a jom kippur alatt. Maurycy Gottlieb lengyel festő képe (1878)

A zsidó vallás az isteni parancsolatok megszegését tartja bűnnek. A zsidók szerint a bűn mindig cselekedet eredménye, nem pedig gondolatoké. Az emberiséget nem a bűn iránti hajlammal teremtette az isten, de ez a hajlam az emberek fiatalkorától jelen van. Az embereknek megvan a lehetősége és a képessége, hogy a bűnre való hajlamot legyőzzék és a lelkiismeretük alapján a jót válasszák a gonosz helyett.
A zsidó vallásban a „bűn” fogalmába általában beleértik a zsidó törvények megszegését is. Mivel úgy tartják, hogy az ember szabad akarattal van megáldva, de természeténél fogva esendő, élete során mindenki elkövet bűnöket és Isten, könyörületességénél fogva, mérsékli a büntetést. Isten megengedi népének, hogy megbánják bűneiket, és bűnbocsánatot gyakoroljanak.
A héberben a bármilyen bűnre használt szó az avera, amelynek jelentése: „megszegés”, „áthágás”. A zsidó biblia alapján a zsidó vallás a bűn és a bűnösök három fajtáját ismeri.
Bűnösök:
- Szándékos bűnösök, vagyis akik akaratlagosan követnek el egy bűnt és ezért a legszigorúbb elbírálás alá esnek ("B'mezid")
- Véletlen bűnösök, akik akaratukon kívül követik el a bűnt és ezért enyhébb elbírálás alá esnek ("B'shogeg")
- Azok a személyek, akiket nem zsidó közösségben neveltek fel és ezért nincsenek tudatában cselekedeteik következményének (i.e. a törvények megszegésének). Ezeket a személyeket ("Tinok Shenishba") nem tartják felelősnek cselekedeteikért.

Bűnök:
- Pesha: szándékos bűn; a modern héberben: bűncselekmény, vagy Mered (azaz „lázadás”). A bűnt elkövetése Isten parancsainak szándékos, közvetlen, akaratlagos megszegése.[33]
- Avon („gonoszság, romlottság”) – a paráznaság vagy a túlzott érzelmek bűnei. Szintén akaratlagosan, szándékosan elkövetett bűn, de nem Isten akaratával szemben.[34]
- Cheit – nem szándékos, gondatlanságból elkövetett bűn.[35]

A zsidók szerint egyetlen emberi lény sem tökéletes és minden ember követ el bűnöket az élete során. Egyes bűnök azonban (mint például az avon vagy cheit) nem kárhoztatják örök szenvedésre a bűnöst, a pokolt csak az igazán kirívó, Isten akaratát semmibe vevő bűnösöknek tartották fenn. A zsidó szentírások és a rabbinista értelmezések alapján Isten éppen ezért a büntetést mindig könyörületességgel mérsékli.

### A zsidó vallás bűnhődésről vallott nézetei
A zsidó vallás ünnepnapjainak hagyományos imádságoskönyve szerint az imádság, a megbánás és a „cedókó” (jótékony tettek) által lehetséges a bűnök bocsánata. A zsidók szerint az emberek ellen elkövetett bűnöket (az Isten ellen elkövetett bűnökkel szemben) előbb a lehetőségekhez képest jóvá kell tenni; jóvátétel nélkül nem lehetséges a bűn megbánása és a feloldozás.
A bűnhődés és a jóvátétel kérdését a keresztények által Ótestamentumként ismert írásokban dokumentálták a zsidók. A bűnök miatti jóvátételi áldozatokat a jeruzsálemi templomban mutatták be, az izraelita papok segítségével. A szertartás magába foglalta az énekeket, az imákat, a felajánlásokat és az áldozatot is.
A Jom kippur (héberül: יום כיפור, áskenáz kiejtéssel Jajm kippur), az engesztelés napjának fő célja, hogy megtérésre hívja a zsidó hívőket. Az ókori Izraelben a főpap egyedül jom kippur napján léphetett be a jeruzsálemi szentély legszentebb helyére, a Szentek Szentélyébe (vagy Szentek Szentjébe), ahol megvallotta Izrael népének bűneit és Isten bocsánatáért esedezett, de mielőtt még bement volna meg kellett térnie. Ez volt az egyetlen nap, amelyen a főpap kimondhatta Isten nevét (héberül: יהוה – pontos kiejtése nem ismert, valószínűleg Jahve vagy Jehova) úgy, hogy ne kellett volna meghalnia. Isten nevét a zsidóság arcra borulva hallgatta, miközben így kiáltottak: Áldott legyen a Név, akinek dicső királysága örökkön örökké tart!. Amennyiben élve jött ki a főpap a bűnvallás után, a nép örvendezett a bűnök bocsánata miatt.
Kol Nidré: az Engesztelés napjának előestéjén az istentisztelet bevezető része: arám nyelven írott fogadalom és eskük feloldására. Szövege (a párhuzamos kifejezések összevonásával): Minden fogadalmat, esküt, tilalmat, melyet ezen Engesztelő Naptól fogva a jövő Engesztelő Napig (régibb szöveg: a múlt Engesztelő Naptól máig) a magunk személyére tettünk megbánunk, visszavonunk, érvénytelenítünk.
A mai napig is tudományos vita van abban, hogy az ünnepélyes esküszöveg a jövőben teendő  nyilatkozatokat is visszavontnak tekinti-e.
E formulát az előimádkozó énekli háromszor, de ezt megelőzően két megbízott melléje állva mondja: úgy a mennyei mint a földi ítélőszék nevében megadjuk az engedélyt, hogy imádkozzál az abarjanimmal (l. Abarjanim). A fogadalmak és eskük aluli feloldás nagy visszatetszést váltott ki a zsidósággal szemben
Az ókori zsidóság vétkeiért egy bűnbaknak kellett száműzetéssel lakolnia, melyet két kecske közül választottak ki sorsolással. A másik kecskebakot a szentélyben áldozták fel.

## Az iszlámban

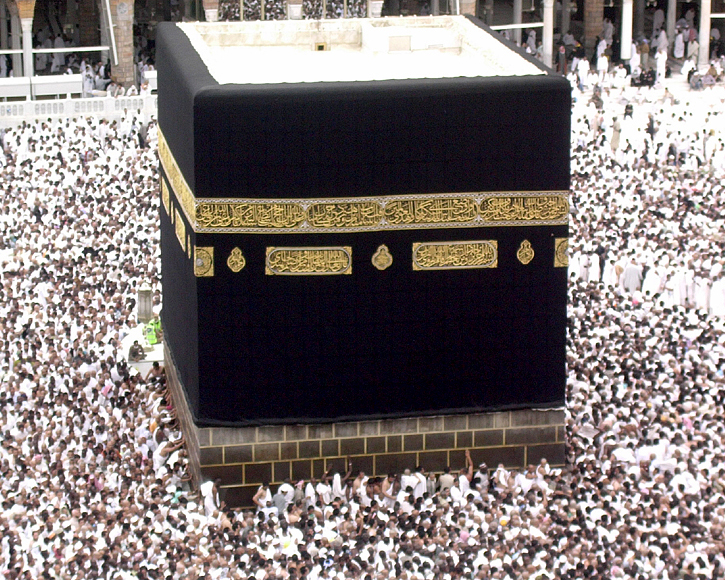
A zarándoklat (haddzs) elmulasztása az iszlám hit szerint Isten ellen való bűn – ha ezt az egyén anyagilag és egészségileg megengedheti

Az iszlám vallásban a „bűn” (dhanb, thanb ذنب) minden olyan cselekedet, amely Allah azaz Isten akarata ellen irányul. Az iszlám szerint a bűn mindig cselekedet és nem tudatállapot. A Korán szerint az emberi lélek hajlik a gonoszra, hacsak Isten kegyelme átal meg nem menti. A Korán szerint a próféták sem mentesek a bűntől és Mohamed is ezt tanította:
"Jócselekedeteitek legyenek illők, őszinték és mérsékeltek és örvendezzetek, mert semelyik ember jócselekedetei nem juttatják őt a Paradicsomba." A hívők megkérdezték "Még téged sem, Allah prófétája?" Így válaszolt "Még az én cselekedeteim sem, hacsak Allah nem bocsátja rám kegyelmét".
Az iszlám a bűn több fokozatát ismeri:
- sayyia, khatia: hibák (7:168; 17:31; 40:45; 47:19 48:2 szúrák)
- itada, junah, dhanb: erkölcstelenség (2:190,229; 17:17 33:55 szúrák)
- haram: vétek (5:4; 6:146 szúrák)
- ithm, dhulam, fujur, su, fasad, fisk, kufr: gonoszság és romlottság (2:99, 205; 4:50, 112, 123, 136; 12:79; 38:62; 82:14 szúrák)
- shirk: többistenhit (4:48)

Az iszlámban a sátánnak (Iblísz) nagy szerepe van abban, hogy az emberiséget a bűnbe vezesse. Ezért az iszlám teológusok ezért figyelmeztetnek a bűnbe vezető külső erőkre (7:27, 4:199, 3:55). A Korán számos versében (2:30-39, 7:11-25, 20:116-124) írja le Ádám megkísértését a sátán által és a 7:27 szerint a sátán ugyanezekkel az eszközökkel csábítja el az emberiséget: Allah előírja a törvényt, amelyet az emberek figyelmen kívül hagynak és saját vágyaikat követik. A sátán hamis reményekkel kecsegteti az embert, aki figyelmen kívül hagyja Allah törvényeit és áthágja az Allah által megszabott határokat. Ezáltal az embert jogosan ítéli el Allah és mér rá büntetést. De az embernek még ekkor is lehetősége van, hogy Allah szavát kövesse és visszatérjen Hozzá.
Az iszlám követői abban hisznek, hogy a bűnösök felkeltik Allah mérgét és egyeseket a pokol (جهنم, gyehenna) örök tüzével bünteti, emellett azonban Allah kegyelmes (ar-rahman) és megbocsátó (al-ghaffar). A pokol tüzével kapcsolatban az iszlám hit azt tartja, hogy megtisztítja azokat, akiket ide száműztek és ezek később bebocsátást nyernek a paradicsomba (جنّة, jannah), ha csak egy morzsányi hit is maradt bennük. A Korán egyes értelmezései szerint a gyehenna tüze nem más, mint az emberiség által elkövetett bűnök másik formája.
Akik az árvák javait jogtalanul behabzsolják, azok tüzet fognak enni az ő gyomrukban és a Pokol izzó tüzében fognak sülni.
Akik eltitkolják azt, amit Allah az Írásból leküldött, s elkótyavetyélik azt potom áron, azok nem fognak mást enni az ő gyomrukban, csak tüzet. Allah nem szól majd hozzájuk a Feltámadás Napján és nem tisztítja meg őket. Fájdalmas szenvedés lesz az osztályrészük.
Az iszlám vallás egyes értelmezései szerint aki bűnt követ el, kikerül a hívők közösségéből.

### A bűnhődés értelmezése az iszlámban
A Korán szerint az egyetlen lehetőség a bűnök bocsánatára és az Allah-hoz való visszatérésre az őszinte megbánás („tawbah”), amely szó szerinti fordításban „visszatérést” jelent.
„Ti szolgáim, akik önmagatok ellen vétkeztetek! Ne veszítsétek el a reményt Allah irgalmában! Allah minden bűnt megbocsát. Ő a Megbocsátó és a Könyörületes. És forduljatok megbánóan Uratokhoz és vessétek alá magatokat néki, mielőtt még a büntetés meglep benneteket. Akkor már nem segít rajtatok senki.
Csupán azok számíthatnak Allahnál kiengesztelődésre, akik tudatlanságból követik el a rosszat, s aztán mihamar megbánást tanúsítanak. Ők azok, akik iránt Allah kiengesztelődik. Allah Tudó és Bölcs. Ám azok nem számíthatnak kiengesztelődésre, akik rossz cselekedeteket követnek el s megátalkodnak azokban egészen addig, amíg valamelyiküknél meg nem jelenik a halál; akkor azt mondja: „Most már megbánom, amit tettem." Azok sem számíthatnak rá, akik hitetlenként halnak meg. Fájdalmas büntetést készítettünk elő nekik a túlvilágon.
Az iszlám nem fogadja el a bűnök bocsánatára az áldozatokat, a hit szerint a bűnök bocsánata egyedül a megbánáson és az isteni kegyelmen keresztül lehetséges. Az áldozat nem helyettesítheti a megbánást és az áldozatból nem következik az isteni kegyelem. („Sem a húsuk, sem a vérük nem jut el Allahhoz, ám a tőletek jövő Allahtól való óvakodás eljut hozzá. Ekképpen rendeltük azokat a szolgálatotokra, hogy hirdessétek Allah nagyságát, azért, hogy az igaz útra vezérelt benneteket. Hirdess örömhírt a jóravalóknak!” 22:37)
Ezzel ellentétben a Korán számos versében van utalás arra, hogy Allah ígéretet tesz a muszlimok bűneinek megbocsátására (vagyis akik hisznek Istenben és jótetteket tesznek).
Akik azonban hisznek és jótetteket cselekszenek és hisznek abban, ami leküldetett Mohamednek – s az pedig az Igazság az ő Uruktól -, azoknak a rosszcselekedeteit eltörli és állapotukat megjobbítja.
Az imádság és a jó cselekedetek a bűnök megbocsátásának forrása, az iszlám jog (Saría) pedig meghatározza az egyes bűnökért járó vezeklés mértékét. Ez a bűn megbánásától, a károk megtérítésén keresztül a szegények segítésén át a halálra kövezésig és a kézfej levágásáig terjedhet.
A súlyos bűnöket az iszlám országokban általában bűncselekménynek tekintik, és mint ilyenek, jogi elbírálás alá esnek (mint például gyilkosság, lopás, házasságtörés, az iszlám megtagadása. A többi bűn megtorlását általában Allahra hagyják (mint például hazugság, arrogancia, képmutatás).

### Iszlám főbűnök (Al-Kaba'ir)
Az iszlám teológusok között nincs egyetértés abban a tekintentben, hogy melyik bűnök számítanak főbűnnek (Al-Kaba'ir)
Sahih Bukhari tanítása hét főbűnt különböztetett meg
 "Kerüljétek a hét veszedelmes cselekedetet" – mondta a próféta, majd felsorolta ezeket: "többistenhit; varázslat; Allah által védelmezett személy meggyilkolása alapos ok nélkül, az árvák javainak kisajátítása, uzsora, visszavonulás a sereg előrenyomulása közben, hívő asszonyok megrágalmazása."
Abdullah ibn Abbas szerint:
 "A hetvenhez közelebb áll a számuk (vagyis a főbűnöké), mint héthez.
Az hetven bűn az iszlám szerint gyűjtemény a Mohamed után élt vallástudósok gyűjtötték egybe, hogy meghatározzák az iszlám által elítélt, különböző súlyosságú bűnöket. A listán felsorolt bűnök a többistenhitentől a pénteki ima sorozatos elmulasztásáig terjednek és a Korán szövegének értelmezésén alapulnak.

## A bahá’í vallásban

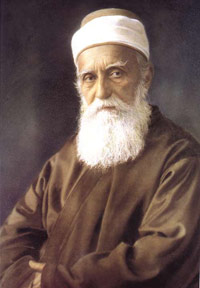
Abdul Baha

A bahá’í vallás szerint az emberek természetüknél fogva jó, alapvetően spirituális lények. Az emberi lényeket Isten mérhetetlen szereteténél fogva teremtette. A bahá’í vallás tanítása az emberi szívet egy tükörhöz hasonlítja, amelyet ha elfordítanak a naptól (vagyis Istentől), akkor nem tudja fogadni Isten szeretetét. Csakis az Isten felé forduló ember képes a lelki fejlődésre, míg a „bűnözés” az egyén alantas vágyai felé, az Istentől való elfordulást jelenti.
A bahá’í hit szerint a lelki fejlődés legnagyobb akadálya a minden emberben megtalálható hajlam a saját érdekeinek szem előtt tartására. A gonosz viszont nem egy független létező, hanem a jó hiánya. Ha egy ember rosszat tesz, ez azért van, mert hiányzik belőle a tudás. A rossz tehát nem egy létező valami, hanem léthiány, a jó ismeretének a hiánya, éppen ezért könnyen megszüntethető, az egyénnek nincs más dolga mint fejlesztenie kell képességeit. A jó, a helyes Isten tanításainak követése; a gonosz azoktól való tudatos elfordulás.
A bahá’í vallás a következő tilalmakat teszi híveinek kötelezőé: tilos a cölibátus, az aszketizmus, az alkohol és a drogok fogyasztása. Továbbá tilos a házasságtörés, az emberölés, szándékos gyújtogatás, rágalmazás, koldulás, hamis vádaskodás és tanúskodás, holttestek elhamvasztása, bűnök embereknek való meggyónása, az állatokkal való kegyetlenkedés, szerencsejátékok, homoszexualitás, más kezének megcsókolása, rabszolgaság, és a lopás.
A bahá'í hit szerint Isten egyszerre igazságos és könyörületes. Az Isten "megbocsátja a legsúlyosabb bűnöket is". A  vallás híveinek nem szabad mások bűneire figyelni, vagy másoknak bűneiket megvallani, hogy feloldozást találjanak. A megbocsátás csakis a bűnös személy és Isten között képzelhető el.
Bahá'u'lláh tanítása szerint minden nap számot kell vetni önmagunkkal és állandóan saját magunk fejlesztésével kell foglalkozni. A bűn elkerülhetetlen botlás, de nem állíthatja meg az egyén spirituális fejlődését. A bűnösnek Istenhez kell fordulni megbocsátásért, majd saját fejlődésére kell törekedni az erények elsajátítása és az Istennel való egyesülés (ima, böjt, meditáció) révén. Számos bahá'í ima létezik a saját, a szülők vagy éppen a holtak érdekében való könyörgésért. A bahá'í vallás szerint a túlvilágon is lehetséges a megváltás, és a holtak érdekében tett cselekedetek révén a túlvilágon is elérhető a spirituális fejlődés.
A bahá'í hit elfogadja azt a bibliai tanítást, miszerint a szentlélek elleni bűnökre sem ezen, sem a túlvilágon nincs bocsánat.
Az Úr Prófétái az isteni tökéletesség kifejeződései – bennük megjelenik a Szentlélek. Ha egy lélek távolmarad a szentlélektől, akkor még van remény a számára; mivel még nem ismerte fel az isteni tökéletesség kinyilatkoztatását. De ha megtagadja a tökéletességet – vagyis a Szentlélek kinyilatkoztatását – akkor olyanná lesz, mint a denevér, ami kerüli a fényt. A fény elleni viszolygásnak nincs gyógyszere és nem lehet megbocsátani – ezek után már nem kerülhet közel Istenhez. Ez a lámpa a fénye által olyan, amilyen, fény nélkül nem lenne ugyanaz a lámpás. Ha a lélek kerüli a lámpa fényét, akkor lényegében vak, és soha nem érti meg a fényt, a vakság pedig örökké eltaszítja őt Istentől. – `Abdu'l-Bahá

## A hinduizmusban
A hindu vallásban a „bűn” (szanszkrit: pāpā) kifejezést leggyakrabban olyan cselekedetekre használják, amelyek negatív karmát hoznak létre, az erkölcsi és etikai előírások megsértése révén. A bűn tehát nem Isten akaratával vagy törvényeivel szemben elkövetett cselekedet. Szanszkrit nyelven a bűnre még több kifejezést használnak: pataka (a pat tőből, „lehullani”), enas, kilbisha, adharma, anrita és rina.
Sivaja Subramunija guru (1927 – 2001) könyvében (Dancing with Siva) kifejti, hogy „a bűn az isteni törvény szándékos megsértése” és hogy a hinduizmus szerint nem Isten elleni bűncselekmény, hanem 1) a dharma vagy a kozmikus törvény elleni tett 2) saját magunk elleni cselekedet. Megjegyezte még azt is, hogy természetes, bár sajnálatos módon a fiatal lelkek gyakran rosszat cselekednek, mivel még tudatlanságban élnek (avidja). A guruk felszólítanak: soha ne vedd félvállról a bűnt! Ahogy az edény megtelik az állandóan csöpögő vízcseppekkel, úgy telítődik a tudatlan ember is apránként a bűnnel és a gonoszsággal.  
Szvámi Sivánanda tanítja, hogy a bűn az erkölcs és a vallás törvényeinek szándékos megszegése, az isteni törvény megsértése. A düh, a kéjvágy, mások megsértése, a féltékenység, a rosszindulat, a büszkeség, az irigység, a rágalmazás, a kedvesség hiánya ellensége minden teremtménynek. Tőlük ered minden bűn. Az önelégültség bűn. Az önzés a megtestesült ördög minden emberben. Az egoizmus az egyik legnagyobb bűn. Ha valaki kizárja a fejlődés, a befelé tekintés és önvizsgálat lehetőségét, máris megindult a hanyatlás lejtőjén.
A szanszkrit pápá azt jelenti, bűn. A punja azt jelenti, erény. Mások bántása bűn, a nem bántás erény. Az önzés bűn, mások megsegítése erény. Mások tulajdonának elrablása bűn, az adakozás erény.
Ami felemel, az erény; ami lehúz, az bűn. Ami hozzásegít az isteniség (isteni természet) eléréséhez, az erény, ami a tudatlanság feneketlen mélységébe taszít, az bűn. Ami a megvilágosodás fényét adja, az erény, ami megmérgez, az bűn. Az emberiség szolgálata erény, a bajkeverés bűn. Mindenkit szeretni erény, másokat gyűlölni bűn. Az erő erény, a gyengeség bűn.
A hindu spirituális tanítók felszólítanak, hogy figyelj minden gondolatodra és tettedre! Ne hagyd, hogy bármilyen tisztátalan gondolat vagy cselekedet beszennyezzen! Ha bármi nyugtalanná teszi a lelkiismereted, hagyj fel vele! Harcolj az önelégültség és önimádat ellen! Győzd le a haragot szeretettel, a bujaságot tisztasággal, a kapzsiságot nagylelkűséggel, a büszkeséget alázattal, a hazugságot igazsággal! Felejtsd el az én és az enyém fogalmát! Urald az elméd! Ismételd a Legfelsőbb Úr nevét! Tisztítsd meg a lényed minden részét! Parópakárah punjája, pápája paradipánam: másokat szolgálni erény, másoknak ártani bűn!  
A bűn levezekelhető olyan tettekkel, mint a böjt, dzsapa, bűnbánat, meditáció, szívből jövő megbánás. Ha bevalljuk rossz tetteinket, nagyobb tudatosságra teszünk szert. Aki őszintén megbánja elkövetett bűneit, és a javulás útjára lép, az spirituálisan gyorsan fejlődik.

## Ateista értelmezésekben
Az ateista értelmezés különbséget tesz a vallási bűn és az erkölcsi elvbe ütköző bűn között. Ha a bűnt valamely vallásos hitrendszerrel kötik össze eltávolíthatják a „jó” és a „rossz” fogalmától. Az ateisták, ha valaki megsérti az erkölcsi törvények előírásait a „bűnös” kifejezést helyett használhatják a „rossz” vagy „etikátlan” jelzőt, mivel ezek mentesek a vallási felhangoktól. A legtöbb ateista azt tartja, hogy az erkölcsi törvények nem isteni eredetűek, hanem vagy az emberek belső tulajdonságaiból, vagy pedig társadalmi elvárásokból származnak.

### Modern erkölcsi felfogás
A felvilágosodás óta létezik egy olyan meggyőződés, hogy ami logikus (azaz logikailag koherens), az etikus (erkölcsileg
helyes, vagyis nem bűnös) is egyben. Ez a megfogalmazás a koncentrációs táborok létesítése után végérvényesen megbukott.

### Jogi szempontok
Rousseau-nál jelenik meg először, hogy nincsen áteredő bűn – vagyis a bűn többé nem etikai, nem morális s szubjektív, hanem objektív kategória – azaz közmegegyezésre (s nem az Istennel való megegyezésre) épülő jogi kategória.

### Pszichológiai és szociológiai értelmezések
Sigmund Freud szerint a bűntudat neurózis, és ettől meg kell szabadulni, hogy az ember igazán felszabadult lehessen. Ennek következménye, hogy ha az ember jó akar lenni, akkor a maga erejéből és az emberiség segítségével akár „szent” is lehet.
Napjaink liberális felfogása szerint az ember eredendően jó, a környezete miatt válik bűnössé vagy bűnözővé.